# العلاقات الإثيوبية اللاتفية
العلاقات الإثيوبية اللاتفية هي العلاقات الثنائية التي تجمع بين إثيوبيا ولاتفيا.

## مقارنة بين البلدين
هذه مقارنة عامة ومرجعية للدولتين:
| وجه المقارنة                                              | إثيوبيا                        | لاتفيا                                             |
| --------------------------------------------------------- | ------------------------------ | -------------------------------------------------- |
| المساحة (كم2)                                             | 1.10 مليون                     | 64.59 ألف                                          |
| عدد السكان (نسمة)                                         | 104.96 مليون                   | 1.93 مليون                                         |
| الكثافة السكانية (ن./كم²)                                 | 95.42                          | 29.88                                              |
| العاصمة                                                   | أديس أبابا                     | ريغا                                               |
| اللغة الرسمية                                             | اللغة الأمهرية                 | اللغة اللاتفية                                     |
| العملة                                                    | بير إثيوبي                     | يورو، لاتس لاتفي، الروبل اللاتفي ‏، الروبل اللاتفي ‏ |
| الناتج المحلي الإجمالي (بليون دولار)                      | 80.56 مليار                    | 30.26 مليار                                        |
| الناتج المحلي الإجمالي (تعادل القوة الشرائية) بليون دولار | 161.90 مليار                   | 49.24 مليار                                        |
| الناتج المحلي الإجمالي الاسمي للفرد دولار أمريكي          | 619                            | 14.06 ألف                                          |
| الناتج المحلي الإجمالي للفرد دولار أمريكي                 | 1.50 ألف                       | 23.55 ألف                                          |
| مؤشر التنمية البشرية                                      | 0.442                          | 0.819                                              |
| رمز المكالمات الدولي                                      | +251                           | +371                                               |
| رمز الإنترنت                                              | .et                            | .lv                                                |
| المنطقة الزمنية                                           | ت ع م+03:00، توقيت شرق أفريقيا | ت ع م+02:00، ت ع م+03:00، أوروبا/ريغا ‏             |

## منظمات دولية مشتركة
يشترك البلدان في عضوية مجموعة من المنظمات الدولية، منها:
| علم المنظمة | اسم المنظمة                        | تاريخ انضمام إثيوبيا | تاريخ انضمام لاتفيا |
| ----------- | ---------------------------------- | -------------------- | ------------------- |
|             | الاتحاد البريدي العالمي            | ?                    | ?                   |
|             | مؤسسة التنمية الدولية              | 11 أبريل 1961        | 11 أغسطس 1992       |
|             | منظمة حظر الأسلحة الكيميائية       | ?                    | ?                   |
|             | الأمم المتحدة                      | 13 نوفمبر 1945       | 17 سبتمبر 1991      |
|             | وكالة ضمان الاستثمار متعدد الأطراف | 13 أغسطس 1991        | 21 أغسطس 1998       |
|             | منظمة الشرطة الجنائية الدولية      | ?                    | ?                   |
|             | مؤسسة التمويل الدولية              | 20 يوليو 1956        | 29 سبتمبر 1993      |
|             | البنك الدولي للإنشاء والتعمير      | 27 ديسمبر 1945       | 11 أغسطس 1992       |
|             | الاتحاد الدولي للاتصالات           | 20 فبراير 1932       | 11 ديسمبر 1921      |
|             | الفريق المعني برصد الأرض           | ?                    | ?                   |
|             | يونسكو                             | 1 يوليو 1955         | 9 يوليو 1951        |

## وصلات خارجية
- موقع وزارة الخارجية الإثيوبية
- موقع وزارة الخارجية اللاتفية